# Fontaine Saint-Michel de Paris
Pour les articles homonymes, voir Fontaine Saint-Michel de Forcalquier.
La fontaine Saint-Michel, ou anciennement fontaine de Sébastopol, est une fontaine conçue par Gabriel Davioud et inaugurée en 1860 sur la place Saint-Michel dans le 6e arrondissement de Paris.
Elle a la particularité d'occuper à elle seule tout un mur pignon.

## Situation et accès
La fontaine Saint-Michel est située sur la place Saint-Michel à Paris, dans le 6e arrondissement.
Elle occupe le mur pignon au croisement, d'une part, du boulevard Saint-Michel, et d'autre part, de la place Saint-André-des-Arts et de la rue Danton.
Elle est orientée vers le Nord et vers la rive gauche de la Seine qui borde la place. Elle prend place au débouché du pont Saint-Michel, dans un axe qui se prolonge vers le Nord, sur l'île de la Cité, par le boulevard du Palais puis le pont au Change et continue, sur la rive droite, avec la place du Châtelet et le boulevard de Sébastopol.
Lors de la construction de la fontaine, le boulevard de Sébastopol se prolongeait vers le Sud et englobait tout cet axe, y compris l'actuel boulevard Saint-Michel, alors appelé « boulevard de Sébastopol (rive gauche) », jusqu'au carrefour de l'Observatoire (croisement avec l'avenue de l'Observatoire). La fontaine se trouvait donc sur le boulevard de Sébastopol, et était aussi appelée « fontaine de Sébastopol ».
Ce site est desservi par le métro de Paris à la station Saint-Michel et par le RER à la gare de Saint-Michel - Notre-Dame.

La fontaine dans son environnement
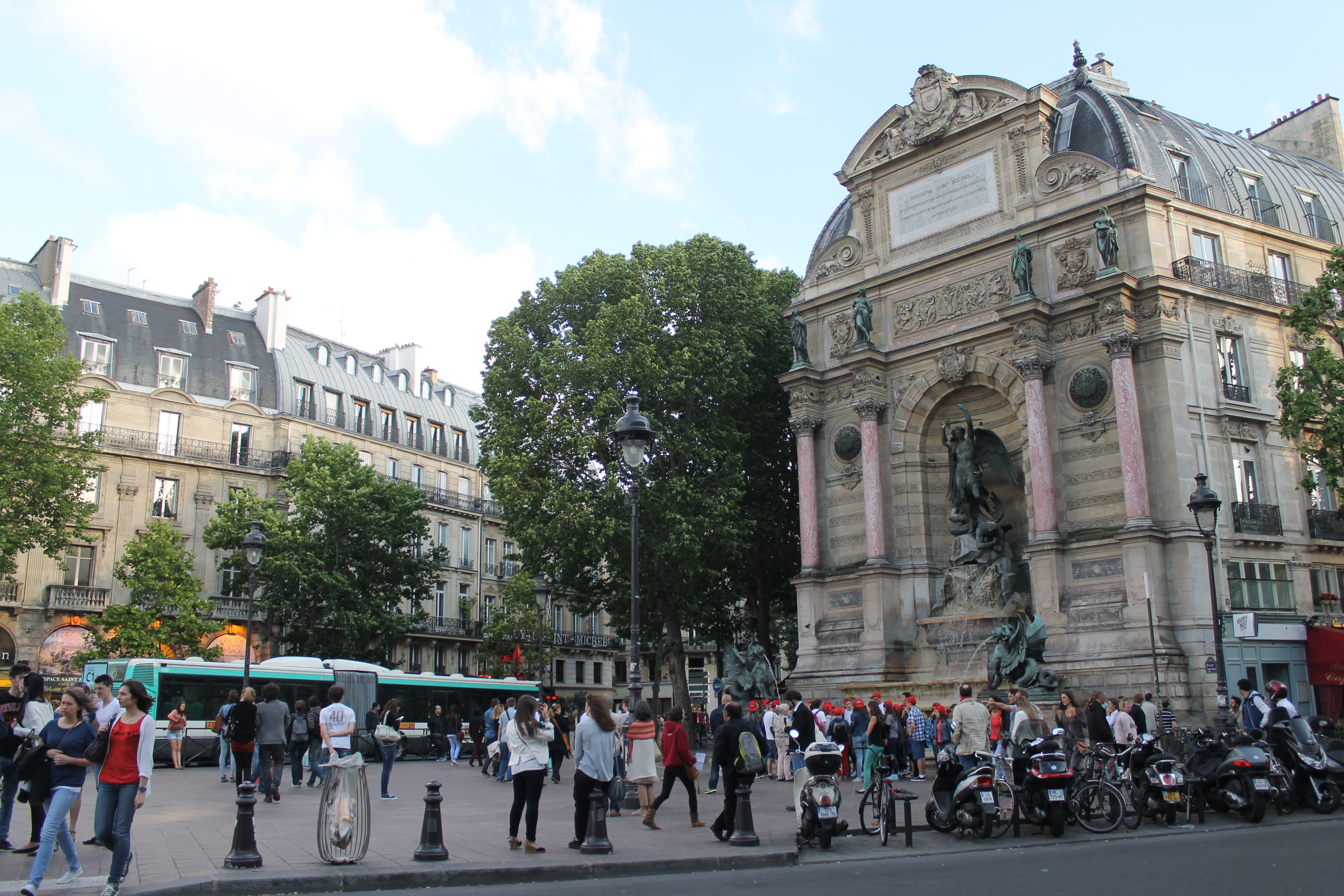
La fontaine et la place.
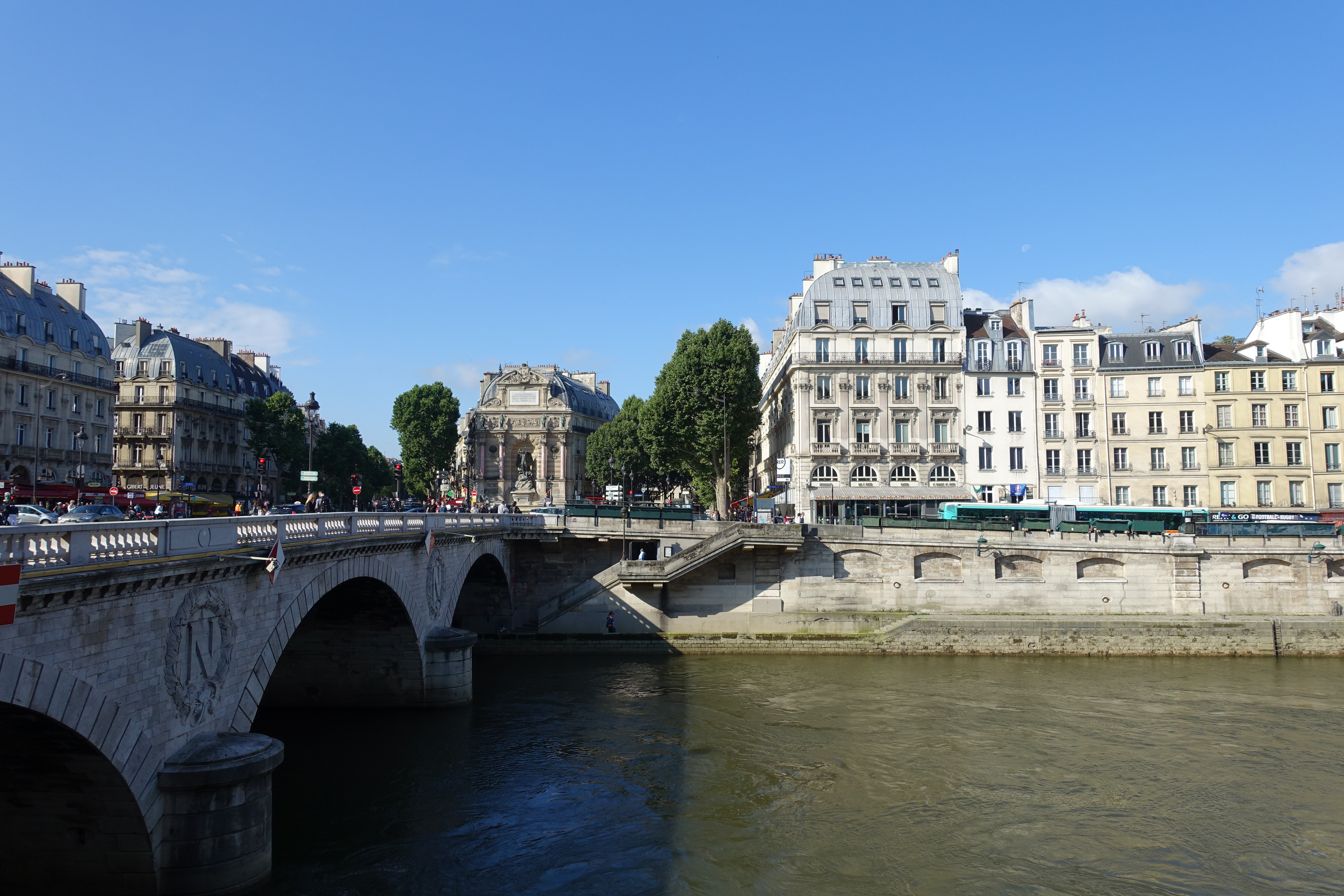
La fontaine dans la perspective du pont.

## Historique

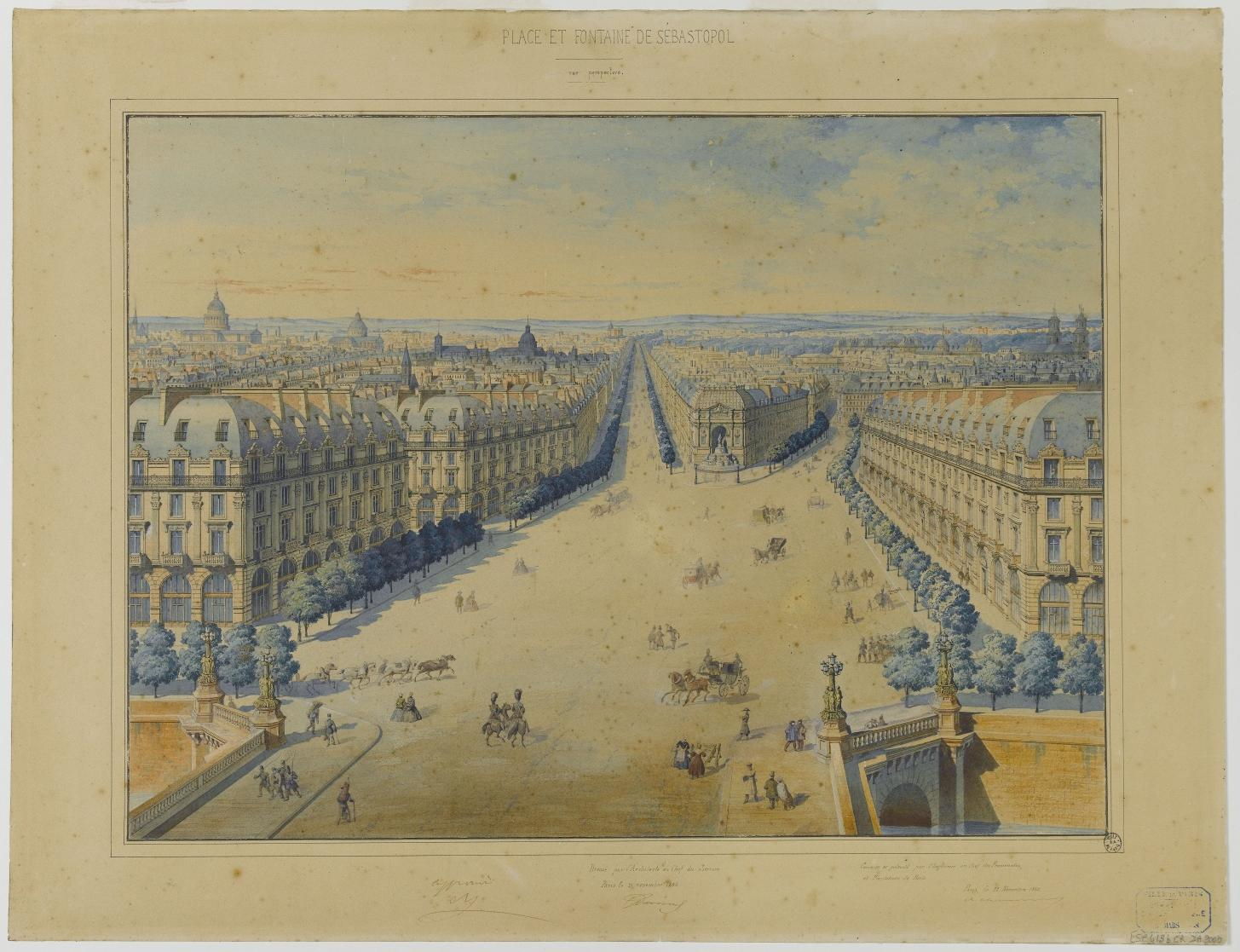
Place et fontaine de Sébastopol : Vue perspective, projet de Davioud en 1856 avec la statue de Napoléon Ier.

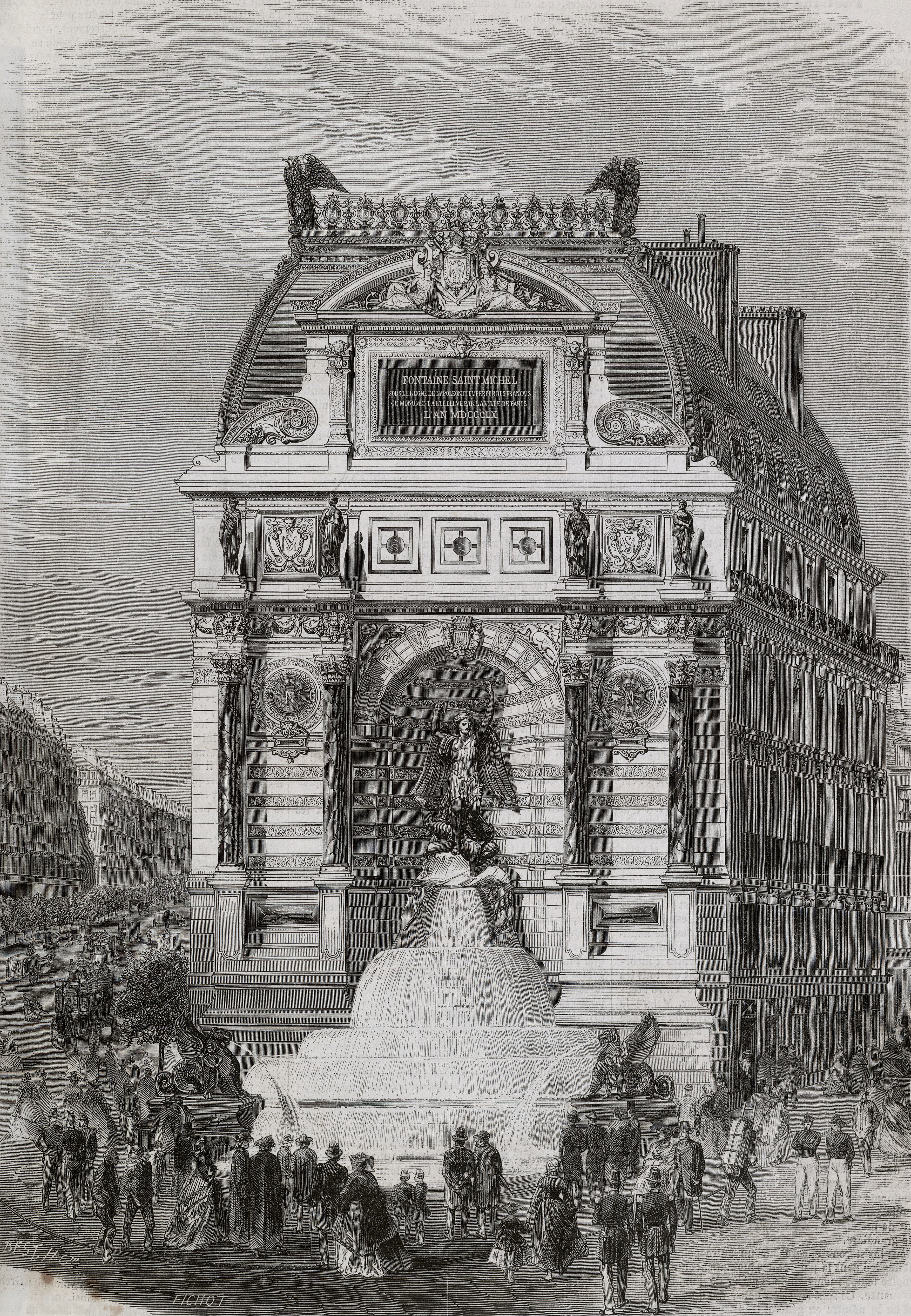
Gravure représentant l'inauguration de la fontaine le 15 août 1860.

La fontaine Saint-Michel fait partie du plan d'aération de la ville prévu par Haussmann sous Napoléon III.
Le percement du boulevard Saint-Michel dans l'axe de la Sainte-Chapelle entraînait la création d'une place au débouché du pont Saint-Michel. Haussmann a donc ordonné la mise en place de cette fontaine afin de combler l'angle entre le boulevard Saint-Michel et la place Saint-André-des-Arts et donner un débouché visuel à la perspective du boulevard du Palais. 
La première idée a été d'ériger une énorme statue de Napoléon Ier mais elle fut abandonnée, et devant l'insistance de la commission municipale — qui voulait rappeler le souvenir de la chapelle Saint-Michel en la Cité, démolie en 1784 —, ce fut finalement la lutte du Bien contre le Mal qui fut retenue comme programme : l'archange Michel terrassant le Diable dans un arc de triomphe entouré de chimères (ou dragons) ailées.
L'emplacement de la fontaine Saint-Michel était ingrat : en contrebas du pont Saint-Michel, contre un pignon très haut et mal éclairé, orienté plein nord. 
La fontaine a été conçue par l'architecte Gabriel Davioud, aidé de Flament et Simonet, inspecteurs des travaux. Les travaux de fontainerie ont été exécutés par Halo sous la direction de l'ingénieur Belgrand. La statue de Saint-Michel a été fondue par la fonderie d'art Thiébaut Frères,,,. 
Cette fontaine, dont le chantier a commencé en juin 1858, fut inaugurée le 15 août 1860. Elle fait l'objet d'une inscription au titre des monuments historiques depuis le 16 mars 1926.

## Description

### Généralités
Le monument s'inspire de la partie centrale de la fontaine dell'Acqua Felice, à Rome.
La fontaine Saint-Michel est composée, à la manière d'un arc de triomphe antique, d'une travée rythmique marquée par des colonnes corinthiennes, amortie par quatre statues de bronze représentant les vertus cardinales. Elle est haute de 26 mètres et large de 15 mètres. La composition avec une niche centrale encadrée de quatre colonnes et d'un fronton est une référence à la fontaine Médicis du jardin du Luxembourg.
Elle se différencie des autres fontaines parisiennes par sa polychromie : en marbre rouge du Languedoc (colonnes), marbre vert de mer (table originale sur le fronton), pierre bleue de Soignies (rocher soutenant la statue de saint Michel), calcaire jaune de Saint-Ylie. Cette polychromie a pour but d'équilibrer le manque d'éclairement.

### Sculptures

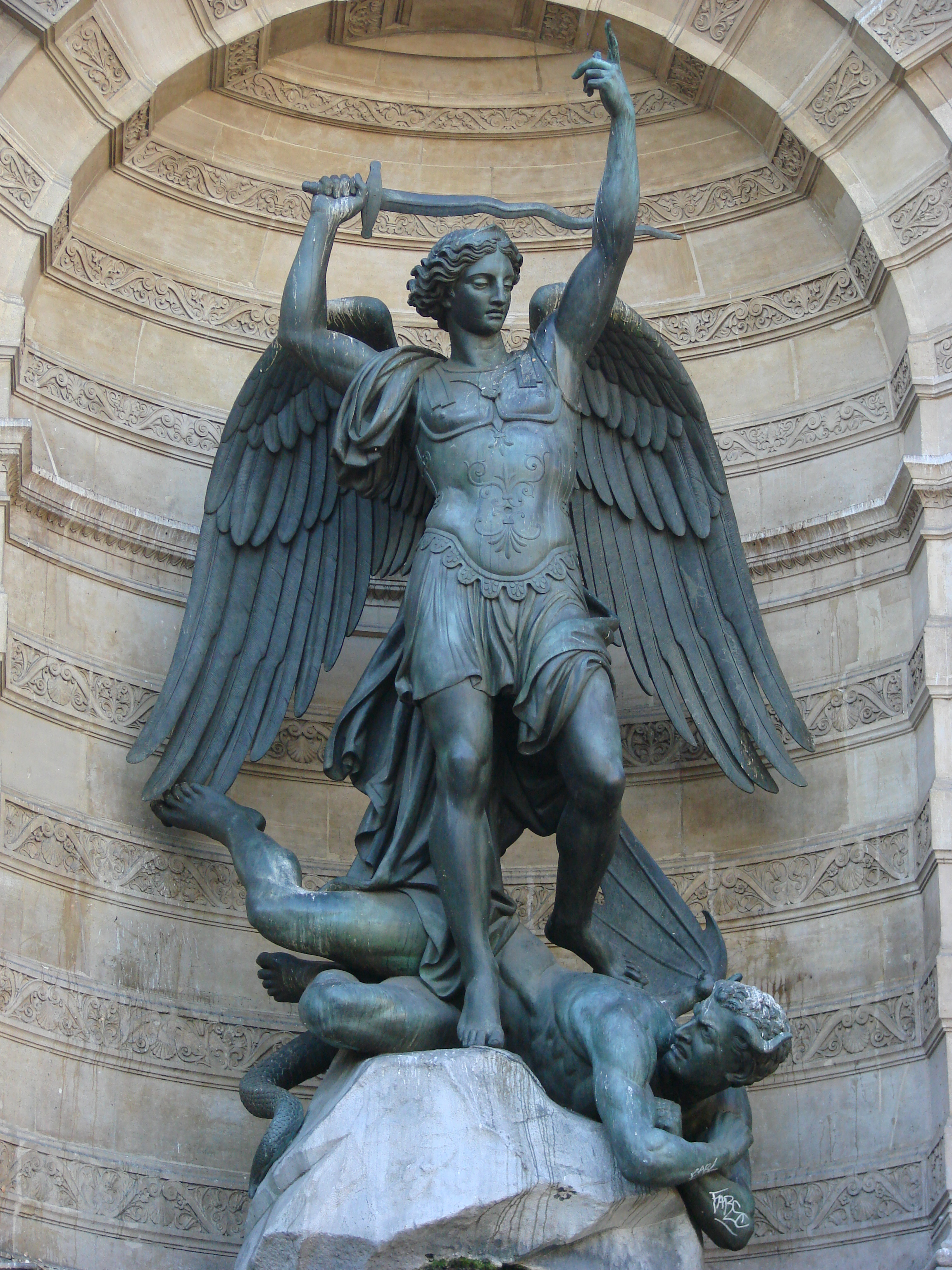
Saint Michel terrassant le démon, statue principale de la fontaine.

Huit sculpteurs ont contribué à la fontaine :
- Saint Michel terrassant le démon, dans la niche centrale, est de Francisque Duret ;
- les deux chimères ailées crachant de l'eau, en avant du bassin, sont d'Henri-Alfred Jacquemart ;
- le rocher sur lequel se tient saint Michel est de Félix Saupin ;
- les bas-reliefs d'ornements et de rinceaux, de style néo-Renaissance, sont de Claude Vignon ;
- La Puissance et la Modération soutenant les armes de Paris, sur le fronton supérieur, sont d'Auguste-Hyacinthe Debay ;
- les quatre statues représentant les vertus cardinales, au-dessus de chaque colonne, sont (de gauche à droite) :
  - La Prudence, tenant un miroir et un serpent, de Jean-Auguste Barre ;
  - La Force, vêtue de la peau du lion de Némée et armée du gourdin d'Hercule, d'Auguste-Hyacinthe Debay ;
  - La Justice, tenant un glaive et une balance, d'Élias Robert ;
  - La Tempérance, avec un frein, de Charles Gumery.

Autres sculptures de la fontaine, de haut en bas
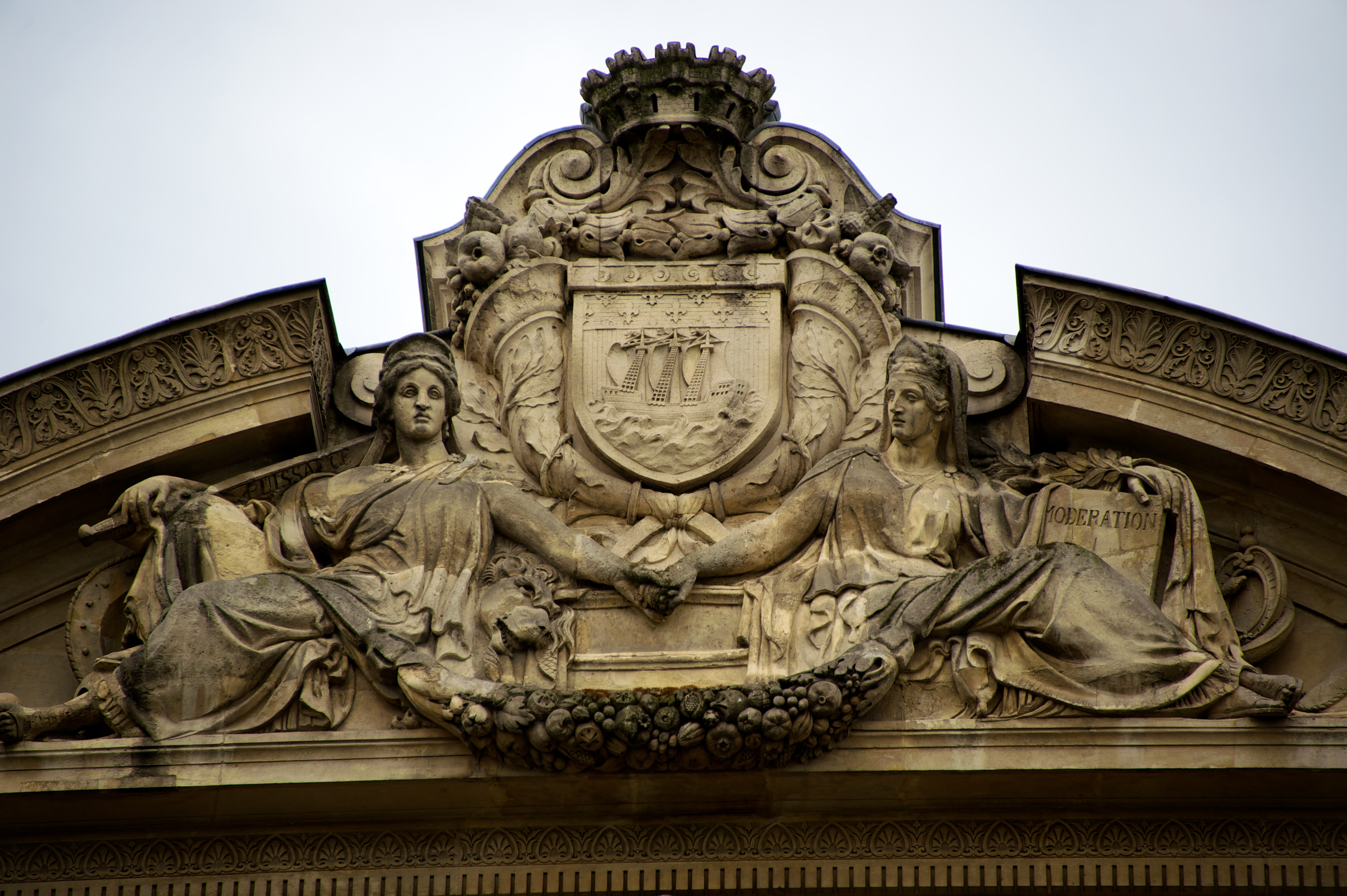
La Puissance et la Modération soutenant les armes de Paris.

La Prudence et La Force.
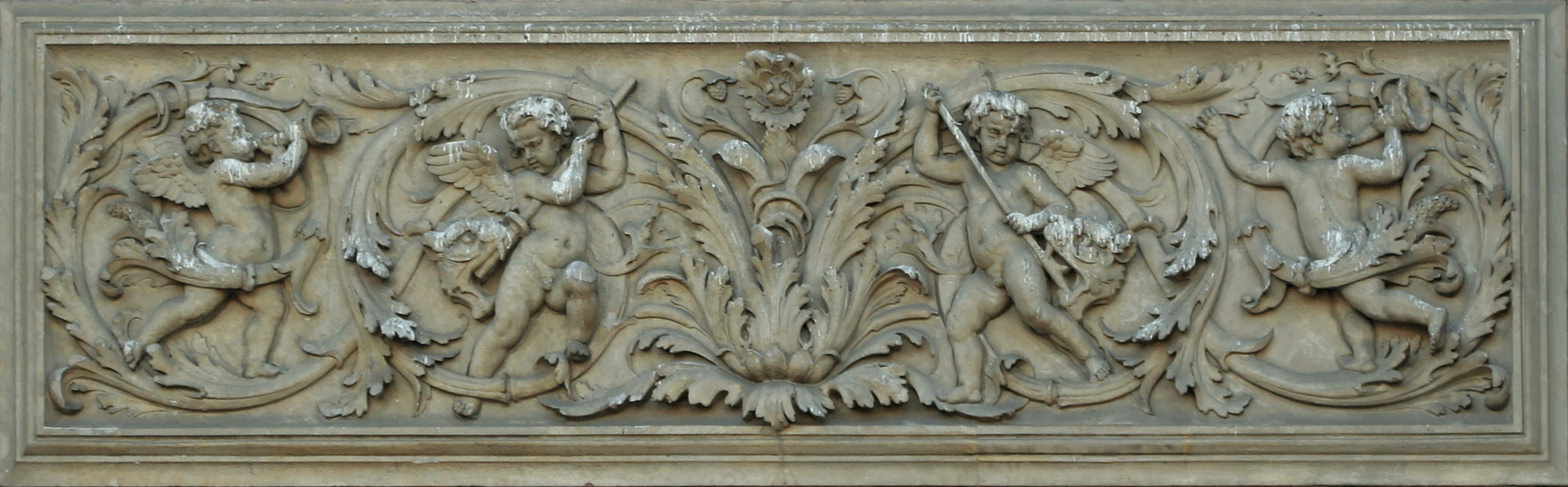
Rinceaux.
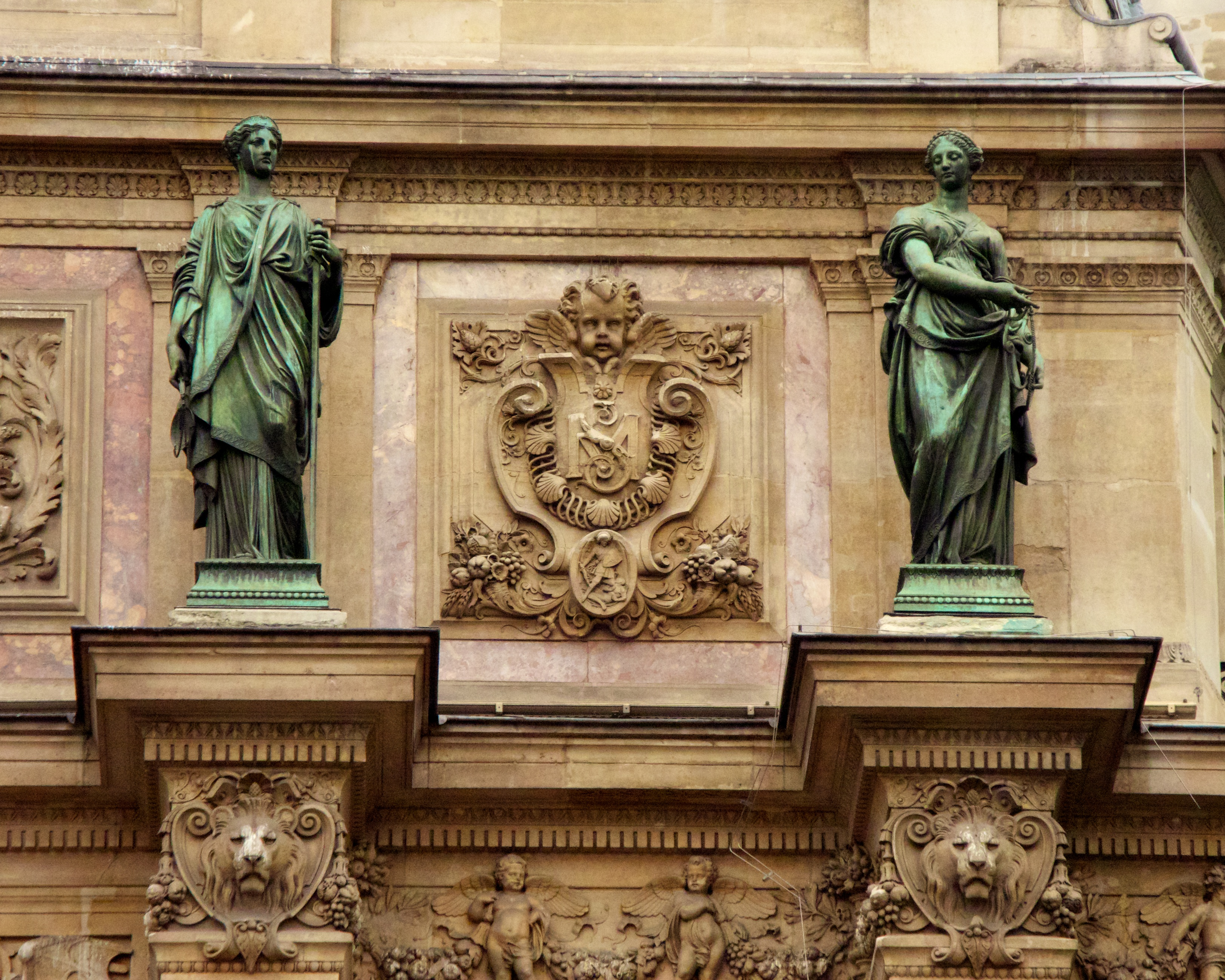
La Justice et La Tempérance.

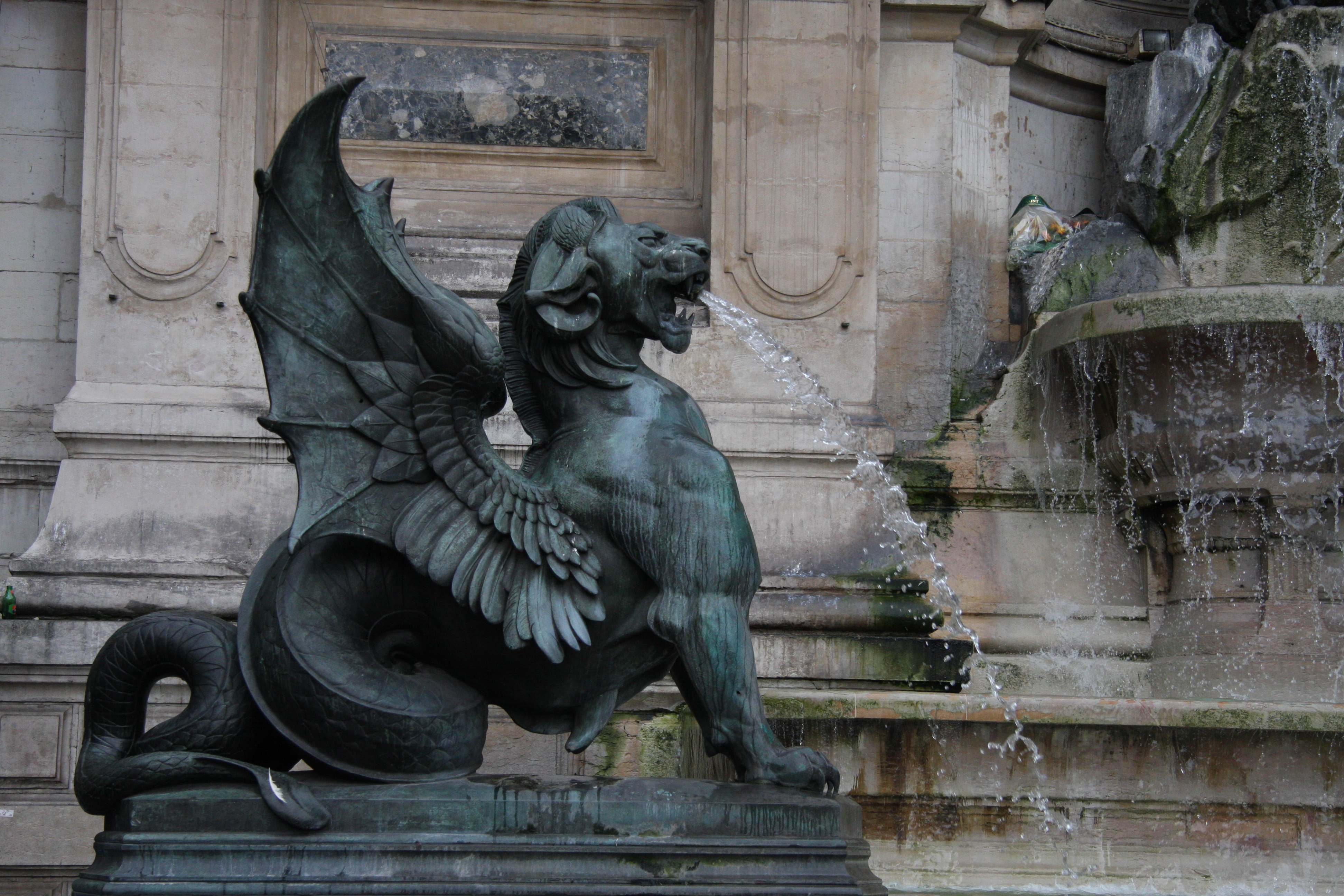
Chimère ailée gauche.
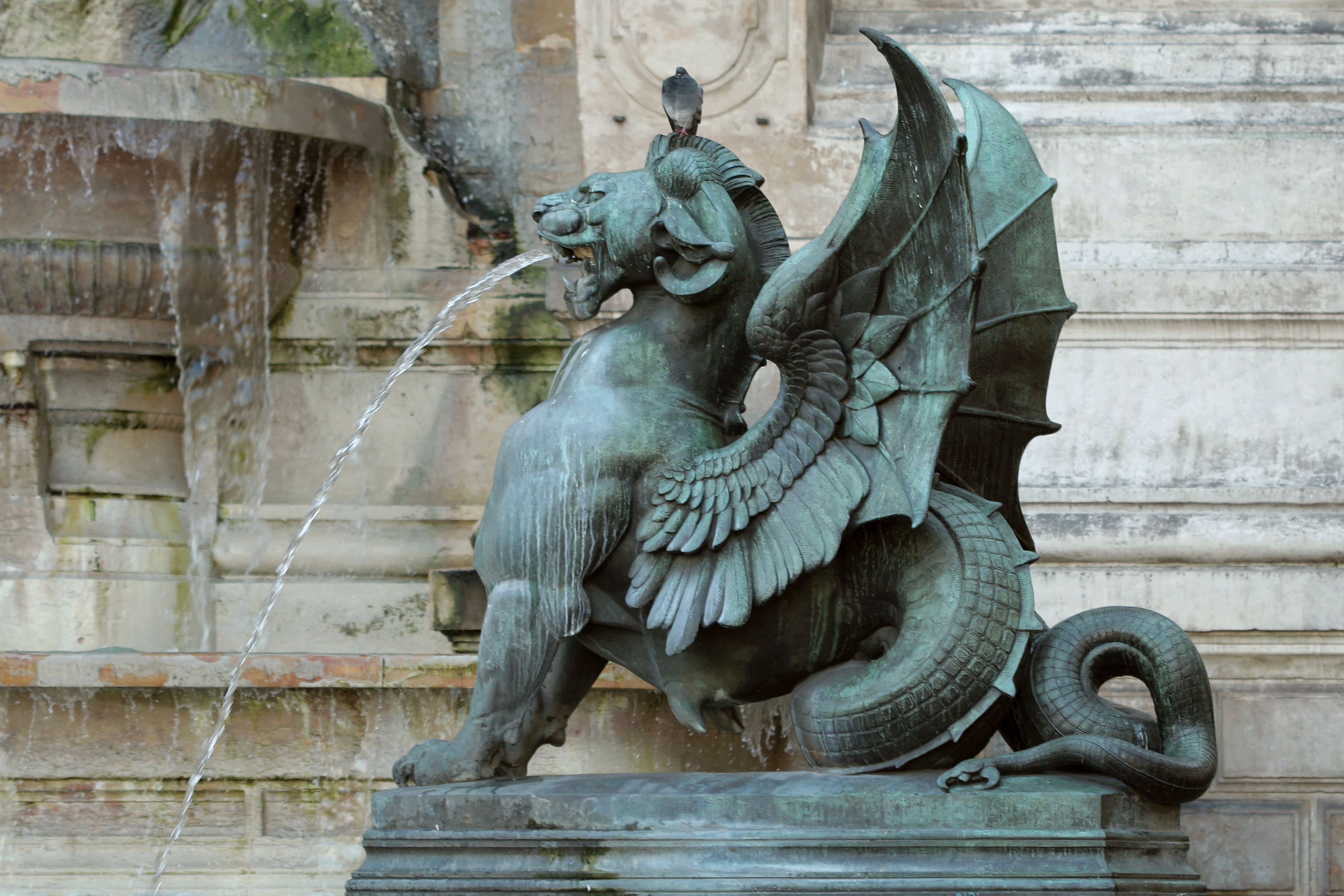
Chimère ailée droite.

### Inscriptions
Sur la table du fronton :

« FONTAINE SAINT MICHEL 
 SOUS LE REGNE DE NAPOLÉON III EMPEREUR DES FRANCAIS 
 CE MONUMENT A ÉTÉ ÉLEVÉ PAR LA VILLE DE PARIS 
 AN MDCCCLX »

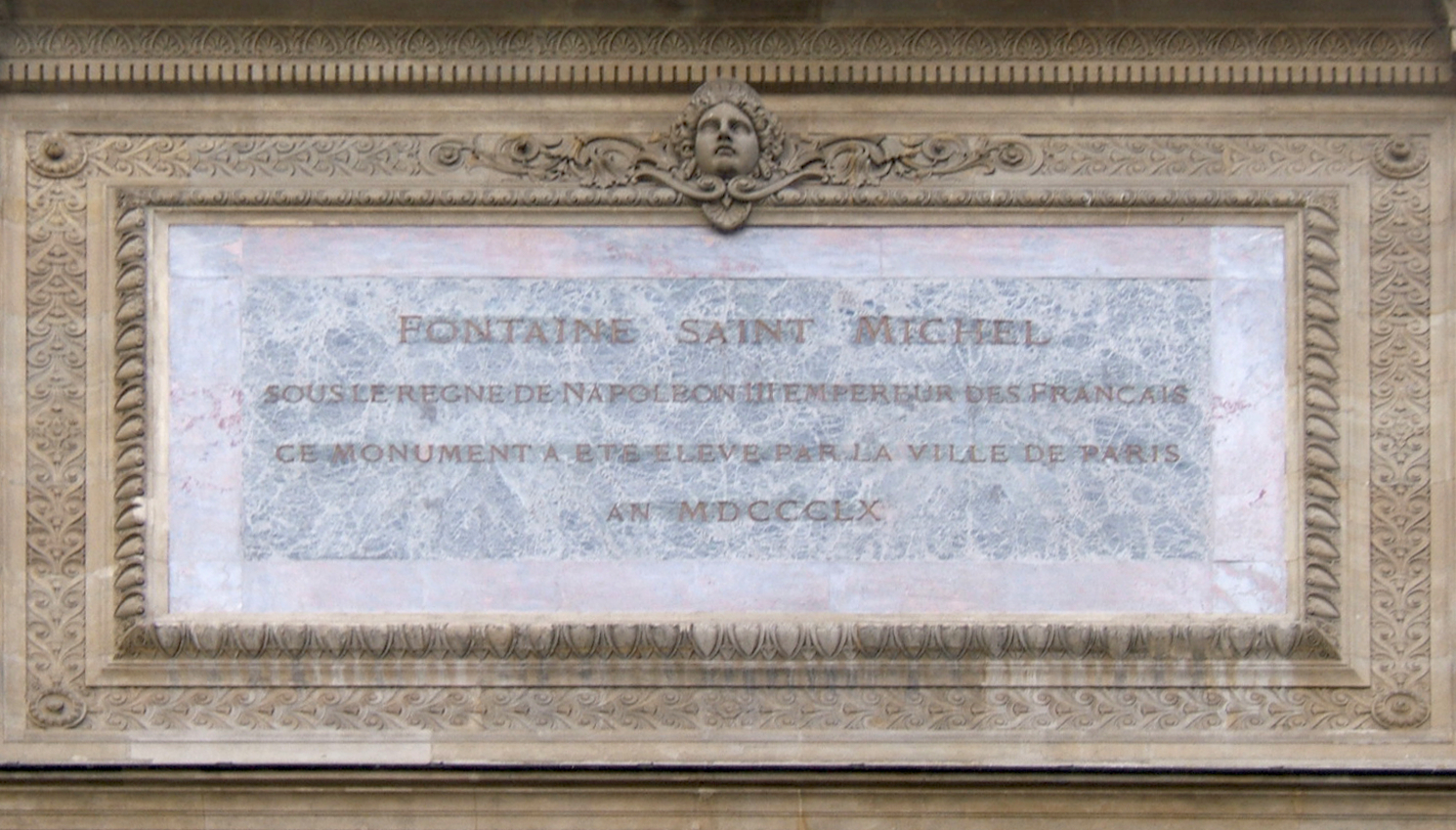
Table sur le fronton.

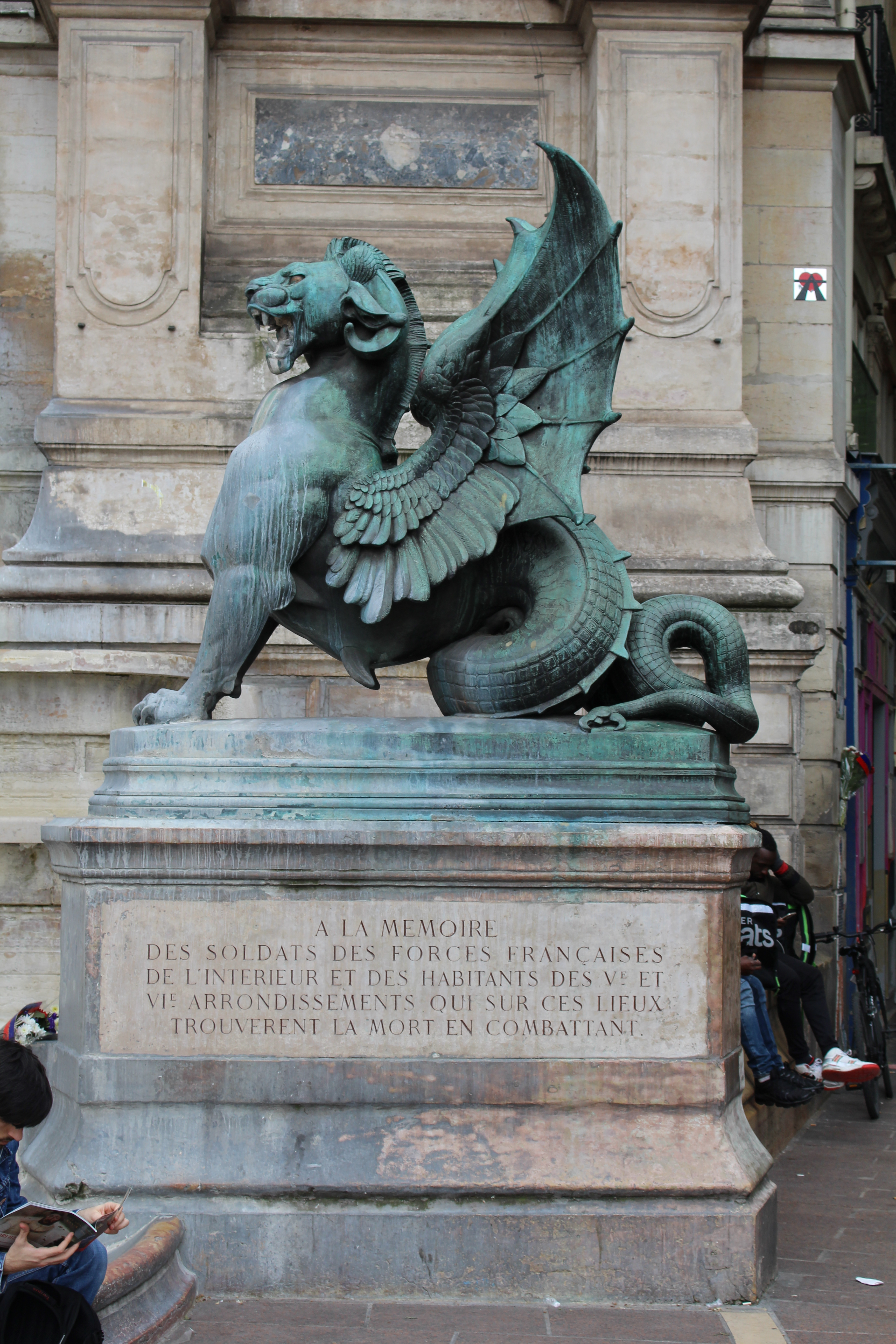
Chimère de droite avec son piédestal.

Sur le piédestal des deux chimères ailées, un texte a été ajouté postérieurement, relatif aux combats entre les FFI et les habitants contre les forces allemandes d'occupation, lors de la Libération de Paris en août 1944 :
- chimère de gauche :

« L'AN MCMXLIV 
 DU 19 AU 25 AOÛT APRÈS CINQUANTE MOIS 
 D'OCCUPATION ALLEMANDE LE PEUPLE DE PARIS 
 À L'APPROCHE DES ARMÉES LIBÉRATRICES 
 SE SOULEVA CONTRE L'OPPRESSION »

- chimère de droite :

« À LA MEMOIRE 
 DES SOLDATS DES FORCES FRANÇAISES 
 DE L'INTÉRIEUR ET DES HABITANTS DES Ve ET 
 VIe ARRONDISSEMENTS QUI SUR CES LIEUX 
 TROUVÈRENT LA MORT EN COMBATTANT »

## Réception critique
La critique a été globalement négative à l'inauguration de la fontaine en 1860.
Bien que certains aient tenté de défendre la fontaine en comparant sa polychromie à celle des fontaines italiennes du XVIIIe siècle, son style éclectique a été attaqué pour son incohérence ainsi que la trop grande profusion de statues de sculpteurs différents annulant leur talent individuel.
L'emplacement de la statue devant un mur a également été critiqué ; on aurait préféré la voir au centre de la place. En fait, la fontaine Saint-Michel est la dernière fontaine-mur construite à Paris dans la tradition renaissante, ouverte par la fontaine Médicis au XVIIe siècle et poursuivie au XVIIIe siècle avec la fontaine des Quatre-Saisons. Les fontaines monumentales postérieures à la fontaine Saint-Michel sont isolées au centre de places ou de squares.

« Dans ce monument exécrable,
On ne voit ni talent ni goût,
Le Diable ne vaut rien du tout ;
Saint Michel ne vaut pas le Diable. »

— quatrain anonyme consacré aux sculptures de la fontaine Saint-Michel,

#### Sources anciennes
- « Fontaine Saint-Michel : Notice historique », dans Préfecture du département de la Seine, Inventaire général des œuvres d'art appartenant à la ville de Paris, dressé par le Service des beaux-arts, t. 1 : Édifices civils, Paris, Imprimerie centrale des chemins de fer A. Chaix et Cie, 1878, p. 122–124 [lire en ligne].
- chap. LIX « Fontaine Saint-Michel », dans Ministère de l'Instruction publique et des Beaux-Arts, Inventaire général des richesses d'art de la France : Paris : Monuments civils, t. 1, Paris, E. Plon et Cie, 1879, p. 226–227 / 38–39 [lire en ligne].
- Jules-Antoine Castagnary (ill. Léopold Flameng), « La Fontaine Saint-Michel », Paris qui s'en va et Paris qui vient, Paris, Alfred Cadart, vol. 1, no 18,‎ 1860, p. 1–4 (lire en ligne).
- Léon Chardin, « La fontaine Saint-Michel », L'Artiste, t. X, no 6,‎ 15 septembre 1860, p. 134–136 [lire en ligne].
- Alfred Darcel et Charles Blanc, « La Fontaine Saint-Michel », Gazette des beaux-arts, vol. VIII, no 43,‎ 1er octobre 1860, p. 44–51 (Darcel) et 51–55 (Blanc) (lire en ligne).
- Adolphe Lance, « La fontaine Saint-Michel », Encyclopédie d'architecture, Paris, Bance, t. 10, no 11,‎ novembre 1860, p. 161–167 (lire en ligne).
- Alfred Nettement, « La fontaine Saint-Michel », La Semaine des familles, vol. 3, no 5,‎ 3 novembre 1860, p. 66–69 [lire en ligne].

#### Sources contemporaines
- Grégoire Alessandri, « La Place Saint-Michel : Une composition monumentale hiérarchisée du Paris haussmannien », Livraisons d'histoire de l'architecture, no 23,‎ 2012, p. 65–86 (DOI 10.4000/lha.134, lire en ligne).
- Laurent Baridon, « Sculpter l'indicible : Crises de l'allégorie autour de 1848 », Romantisme, no 152,‎ 2011, p. 87–107 (DOI 10.3917/rom.152.0087, lire en ligne), en particulier « La fontaine Saint-Michel à Paris : Un programme allégorique en 1860 » p. 88–92.
- Dominique Jarrassé, chap. III « Les fontaines et le décor urbain », dans Gabriel Davioud, architecte : 1824–1881 (catalogue de l'exposition à la mairie du 16e arrondissement et à la mairie du 19e arrondissement, 1981–1982), Paris, Délégation à l'Action artistique de la ville de Paris, 1981, 111 p. (BNF 34686579), p. 43–54, en particulier p. 45–46 pour la fontaine Saint-Michel.
- Dominique Jarrassé, « La fontaine Saint-Michel : Le classicisme controversé », Archives d'architecture moderne, no 22,‎ 1982, p. 80–87.
- Marie-Hélène Levadé (photogr. Hughes Marcouyeau), Les Fontaines de Paris : L'eau pour le plaisir, Paris et Bruxelles, Éditions Chapitre Douze, 2006, 592 p. (ISBN 978-2-915345-05-6).
- Dominique Massounie (dir.), Pauline Prévost-Marcilhacy (dir.) et Daniel Rabreau (dir.), Paris et ses fontaines : De la Renaissance à nos jours, Paris, Délégation à l'action artistique de la ville de Paris, coll. « Paris et son patrimoine », 1995, 318 p. (ISBN 2-905-118-80-6).